# Pulaosaurus
Pulaosaurus („ještěr draka Pulao“) byl rod menšího ptakopánvého dinosaura, žijícího v období střední jury (asi před 162 miliony let) na území současné severovýchodní Číny (provincie Che-pej, oblast Qinglong). Fosilie tohoto dinosaura byly objeveny v sedimentech geologického souvrství Tchiao-ťi-šan.

## Objev a popis
Typový exemplář druhu Pulaosaurus qinglong byl objeven v sedimentech geologického souvrství Tchiao-ťi-šan (angl. Tiaojishan) a nese sbírkové označení IVPP V30936. Jedná se o téměř kopletní kostru nedospělého exempláře o celkové délce 72,2 cm, dochovanou i s kompletní lebkou a obrysy měkkých tkání. Dochoval se také pozůstatek hrtanu a orgánu podobného ptačímu syrinxu, což naznačuje, že tento dinosaurus možná dokázal „zpívat“ podobně jako dnešní ptáci (v rámci ptakopánvých dinosaurů se jedná teprve o druhý podobný nález, a to po ankylosauridovi rodu Pinacosaurus). V břišní dutině fosilie byly zase objeveny kololity, tedy pozůstatky původního obsahu trávicí soustavy. Podobně jako u australského ankylosaura rodu Minmi se jedná zejména o semena různých rostlin.
Formálně byl druh Pulaosaurus qinglong popsán v červenci roku 2025.

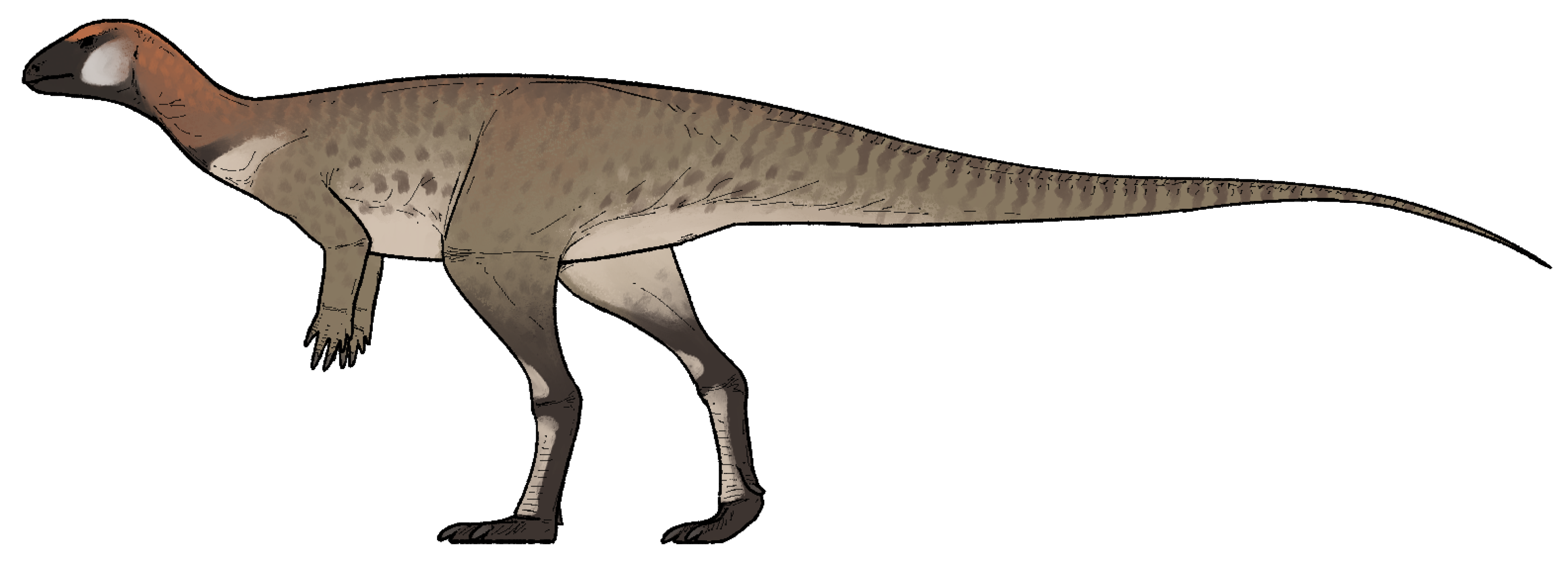
Rekonstrukce vzezření zástupce druhu Pulaosaurus qinglong

## Zařazení
Pulaosaurus byl fylogenetickou analýzou stanoven jako sesterský taxon k rodu Sanxiasaurus, vzdáleněji příbuzné rody jsou Minimocursor, Agilisaurus nebo Hexinlusaurus. Pulaosaurus spadá do kladu Neornithischia a patřil k fauně tzv. Jen-liao-ské (Yanliao-ské) bioty. Je možné, že byl stejně jako vzdáleně příbuzný ruský rod Kulindadromeus opeřený (resp. pokrytý vláknitým proto-peřím), což by bylo jedno z nejvýznamnějších zjištění o tomto dinosauřím taxonu vůbec.